# خواهی دید
«شما خواهید دید» (به انگلیسی: You'll See) تک‌آهنگی از هنرمند اهل ایالات متحده آمریکا مدونا است که در سال ۱۹۹۵ میلادی منتشر شد.
این تک‌آهنگ در چارت‌های استرالیا، فنلاند، سوئد، اتریش، سوئیس، جزو ده ترانه اول قرار گرفت.